# Davor Dukić
Davor Dukić (Zadar, 1964.), redoviti profesor.

## Životopis
Diplomirao je komparativnu književnost i povijest na zagrebačkom Filozofskom fakultetu. Na istom fakultetu je magistrirao (1993.), doktorirao (1998.) i habilitirao (2000.). Od 1989. do 1993. radio je u Institutu za etnologiju i folkloristiku u Zagrebu, a od zimskog semestra 1993./1994. zaposlen je na Katedri za stariju hrvatsku književnost Odsjeka za kroatistiku Filozofskog fakulteta u Zagrebu, najprije kao asistent, zatim od 1998. do 2000. viši asistent, do lipnja 2004. docent, a otada kao izvanredni i potom redoviti profesor. Od 1999. do 2001. bio je lektor hrvatskog jezika na Sveučilištu u Bonnu. Koristio je nekoliko stipendija za istraživački i nastavnički rad na stranim sveučilištima. 